# Robin Söderling
Robin Bo Carl Söderling (Tibro, 14 augustus 1984) is een tennisser uit Zweden. Hij is prof sinds 2001. Hij haalde voor het eerst de top 100 in 2003 en de top 50 in 2004. In 2009 kwam hij voor het eerst binnen in de top 10. Zijn hoogste plaats op de ATP-ranglijst is de 4e, die hij behaalde op 15 november 2010.
Söderling heeft in zijn carrière tien enkelspeltoernooien en één mannendubbelspeltoernooi op zijn naam geschreven. Hij won ook vier challengers en een futurestoernooi in het enkelspel. Zijn beste resultaat in het enkelspel op een grandslamtoernooi is de finale op Roland Garros in 2009 en 2010, die hij respectievelijk verloor van Roger Federer en Rafael Nadal. Söderling was de eerste speler die Rafael Nadal heeft kunnen verslaan op Roland Garros (2009).

## Carrière

### Jaarverslagen

#### Carrière als junior
Söderling was in 2001 nummer 4 in de wereld bij de junioren. Hij won dat jaar in december ook de Orange Bowl bij de -18-jarigen, een van de belangrijkste juniorentoernooien, door Juan Mónaco met 6-3, 6-4 te verslaan. Hij won ook het Europees Kampioenschap bij de Junioren en haalde de dubbelfinale.

#### 2001 - 2003
Söderling werd prof in 2001. Hij speelde dat jaar in oktober zijn eerste ATP-toernooi, in de hoofdstad van zijn thuisland, Stockholm. Hij won er zijn eersterondematch - meteen ook zijn eerste winst in een ATP-toernooi - van de Paraguayaan Ramón Delgado met 6-3, 6-3. In de tweede ronde verloor hij van zijn landgenoot Thomas Enqvist. 2002 was het eerste jaar dat Söderling volledig als prof speelde. Hij speelde hoofdzakelijk futures- en challengertoernooien. Op de US Open verloor hij in de tweede ronde van Marcelo Ríos.
In 2003 kwalificeerde Söderling zich voor Wimbledon en drong hij door tot de derde ronde. Hij schakelde in de eerste ronde Martin Verkerk uit, die twee weken eerder nog in de finale van Roland Garros had gestaan, en verloor de derde ronde van Tim Henman. In juli won Söderling zijn eerste challenger, in het Finse Tampere en in september won hij de challenger van Istanbul. Eind september haalde hij in Shanghai zijn eerste halve finale in een ATP-toernooi en in oktober zijn eerste ATP-finale op het ATP-toernooi van Stockholm. Hij verloor die van de Amerikaan Mardy Fish. Hij eindigde het jaar voor het eerst in de top honderd op plaats 59.

#### 2004
Op de Australian Open haalde Söderling de tweede ronde. In de eerste ronde schakelde hij verrassend Rainer Schüttler uit, het zesde reekshoofd. De tweede ronde verloor hij van Nicolas Escudé. In februari verloor in Marseille de tweede ATP-finale van zijn carrière, van de Slowaak Dominik Hrbatý. Op Roland Garros verloor hij meteen in de eerste ronde. Tijdens de voorbereiding op Wimbledon haalde hij de halve finale in Nottingham, maar op Wimbledon verloor hij in de eerste ronde van Rainer Schüttler. In juli haalde Söderling de halve finale op het ATP-toernooi van Båstad. In augustus nam hij deel aan de Olympische Spelen in Athene. Hij verloor in de eerste ronde van het olympisch tennistoernooi van de Spanjaard Feliciano López. In het dubbelspel verloor hij met zijn partner Thomas Enqvist ook in de eerste ronde van het Israëlische duo Jonathan Erlich en Andy Ram. Op de US Open werd hij uitgeschakeld in de tweede ronde door Nikolaj Davydenko. Het najaar was succesvoller met een kwartfinale in Bangkok en Söderlings eerste toernooiwinst op het ATP-toernooi van Lyon. Hij versloeg er in de finale Xavier Malisse. Verder haalde hij nog de kwartfinale op het Masterstoernooi van Parijs. Hij eindigde het jaar voor de eerste maal binnen de 50, op plaats 34.

#### 2005 - 2006
Januari 2005 begon slecht, met eersterondeverliezen op het ATP-toernooi van Sydney en de Australian Open, maar eindigde goed met de tweede toernooiwinst van Söderlings carrière op het ATP-toernooi van Milaan, waar hij Radek Štěpánek versloeg in de finale. Op Roland Garros verloor hij in de tweede ronde. Het grascourtseizoen was geen succes, met vroege nederlagen en verlies in de openingsronde van Wimbledon tegen Igor Andrejev. Ook de hardcourtzomer kende geen uitschieters. Söderlings beste resultaat was de derde ronde op de US Open. De middelmatige resultaten waren grotendeels te wijten aan het feit dat Söderling het hele jaar met blessures te maken had. Hij onderging zowel in maart als oktober een heelkundige ingreep.
In januari nam Söderling niet deel aan de Australian Open. Hij won echter wel de challenger van Heilbronn. Hij haalde in februari de kwartfinale op het ATP-toernooi van San José en de finale van het ATP-toernooi van Memphis, waar hij de duimen moest leggen voor de Duitser Tommy Haas. Op Roland Garros verloor hij meteen in de eerste ronde van de uiteindelijke winnaar Rafael Nadal. De voorbereiding op Wimbledon verliep voorspoedig, met een kwartfinale in Halle en een halve finale in Nottingham. Wimbledon daarentegen was na de eerste ronde meteen al voorbij na verlies tegen Tim Henman. Tijdens de zomer haalde hij de halve finale op het ATP-toernooi van New Haven. Op de US Open werd hij in de tweede ronde gewipt door de Zwitser Stanislas Wawrinka. In het najaar haalde hij nog de halve finale in Stockholm en de kwartfinale in Lyon. Hij eindigde het jaar opnieuw in de top vijftig, op plaats 25.

#### 2007
Op het eerste toernooi van het jaar, in Doha, haalde Söderling de halve finale, die hij verloor van Ivan Ljubičić. Op de Australian Open verloor hij meteen in de eerste ronde van de Duitser Florian Mayer. In februari haalde hij twee halve finales, in Marseille en Dubai. Hij haalde zijn tweede kwartfinale op een Masters in Monte Carlo. Op Roland Garros kwam hij weer niet verder dan de eerste ronde. Op Wimbledon speelde hij in de derde ronde een marathonpartij van vijf sets tegen Rafael Nadal over maar liefst vijf dagen. Het duel kende een opmerkelijk misverstand: de Zweed haalde een grapje uit als reactie op het langzame gedrag van Nadal en pulkte aan zijn broek op dezelfde manier als Nadal pleegt te doen. Nadal wilde serveren maar had niet door dat Söderling niet klaarstond omdat de Zweed een nieuw racket aan het pakken was. Toen dit lolletje ten einde was wilde Nadal gaan serveren en vermeldde hij nog even dat er nieuwe ballen in het spel waren (dit moet, want anders kan de speler die dit nalaat een waarschuwing krijgen). Dit werd door Söderling echter als een grap gezien en opnieuw reageerde de Zweed sarcastisch. Het publiek had de grootste lol maar de spelers konden niet om elkaar lachen. De sfeer was grimmig en Söderling weigerde uiteindelijk om Nadal aan te kijken tijdens het handen schudden na de wedstrijd; iets waar nog een aantal woorden over zijn gevallen, ook tijdens de persconferentie. Nadal won de partij met 4-6, 4-6, 7-6(7), 6-4, 5-7. Söderling speelde nog twee toernooien tijdens de zomer, maar speelde na augustus geen toernooien meer door een blessure aan de linkerpols. Het was voor het eerst in vijf jaar dat hij geen ATP-finale haalde.

#### 2008
Door zijn blessure miste Söderling de Australian Open en begon hij het seizoen pas in februari. Hij haalde meteen mooie resultaten, met een kwartfinale in Marseille en twee finaleplaatsen na elkaar, op het ATP-toernooi van Rotterdam, die hij verloor van Michaël Llodra en op het ATP-toernooi van Memphis, waar hij verloor van de Belg Steve Darcis. In de aanloop naar Roland Garros nam hij met het Zweedse team deel aan de World Team Cup. Hij won zijn vier enkel- en dubbelmatchen en legde zo de basis voor de Zweedse overwinning. Söderling was nog maar de derde speler die in het toernooi vier enkel- en dubbelmatchen kon winnen, na John McEnroe in 1984 en Fernando González in 2003. Op Roland Garros haalde hij de derde ronde. Söderling verloor van thuisspeler Julien Benneteau. Op Wimbledon verloor hij in de tweede ronde van Roger Federer. Tijdens de zomer haalde hij de kwartfinale in Båstad. Hij nam die zomer ook deel aan de Olympische Spelen in Peking. Hij werd op het olympisch tennistoernooi zowel in het enkel- als dubbelspel meteen in de eerste ronde uitgeschakeld. In het enkelspel verloor hij van de Fransman Gilles Simon en in het dubbelspel verloor hij met partner Jonas Björkman van het Spaanse duo Rafael Nadal en Tommy Robredo. Ook op de US Open lag hij er meteen in de eerste ronde uit. Na deze teleurstellende resultaten brak Söderling met zijn trainer Peter Carlsson en nam hij ex-proftennisser Magnus Norman tijdelijk onder de arm. Tijdens de laatste maanden van het seizoen haalde hij de finale van het ATP-toernooi van Stockholm (verlies tegen David Nalbandian) en won hij voor de tweede maal het ATP-toernooi van Lyon door in de finale Julien Benneteau te kloppen. Onderweg had hij in de kwartfinale ook Andy Roddick en in de halve finale Gilles Simon, beide toptienspelers, verslagen. Het was zijn eerste toernooizege in drie jaar. Söderling eindigde het jaar voor het eerst in de top twintig, op plaats 17. Söderling maakte ook bekend dat vanaf het nieuwe jaar Norman zijn trainer zou zijn.

#### 2009

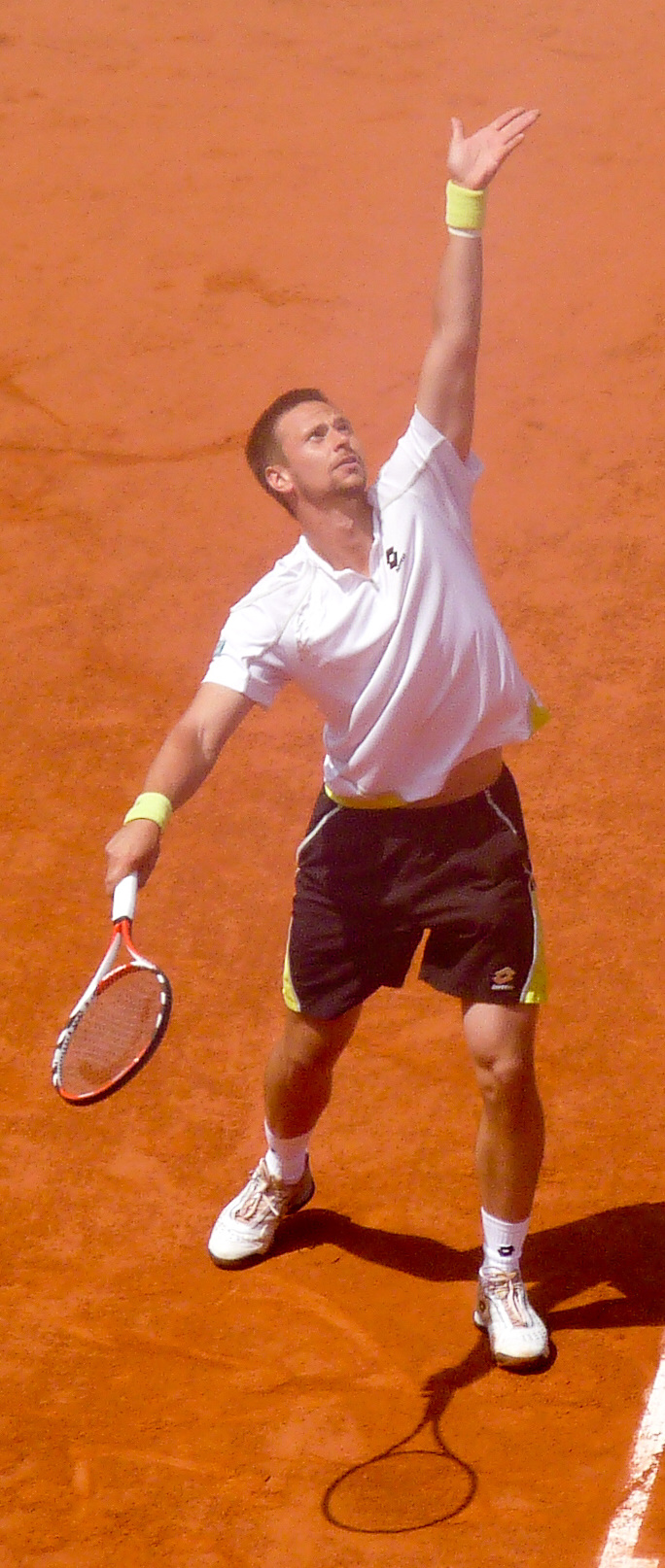
Robin Söderling serveert in de halve finale op Roland Garros tegen Fernando González. Söderling was de eerste Zweed sinds Magnus Norman in 2000 die de finale haalde op Roland Garros.

Op de twee eerste toernooien van 2009 (Brisbane en Auckland) haalde Söderling respectievelijk de kwartfinale (verlies tegen uiteindelijke winner Radek Štěpánek) en de halve finale (verlies tegen uiteindelijke winnaar Juan Martín del Potro). Op de Australian Open, waar hij als zestiende geplaatst was, werd hij al in de tweede ronde uitgeschakeld door Marcos Baghdatis. In maart won hij de challenger van Sunrise. Met het Zweedse team nam Söderling deel aan de World Team Cup, in de hoop hun titel te kunnen verdedigen. Söderling won zijn drie enkelmatchen en 1 van de drie dubbelmatchen. Hij versloeg er onder andere Gilles Simon en Rainer Schüttler. Die laatste verloor zwaar van Söderling met 6-0, 6-0.
De grote verrassing kwam er op Roland Garros. Söderling (als 23e geplaatst) haalde voor het eerst de vierde ronde op een grandslamtoernooi. Op 31 mei 2009 lukte het Söderling om 's werelds nummer 1 Rafael Nadal te verslaan in de vierde ronde. De wedstrijd tegen de Spanjaard duurde vier sets. Söderling won met 6-2, 6-7(2), 6-4, 7-6(2) en maakte zo een einde aan de zegereeks van 31 matchen van Nadal op Roland Garros. Het was de eerste keer dat iemand Nadal op Roland Garros had kunnen verslaan. De Spanjaard had sinds zijn eerste deelname in 2005 het grandslamtoernooi telkens gewonnen. Söderling zette zijn zegereeks verder door in de kwartfinale de Rus Nikolaj Davydenko te verslaan en in de halve finale de Chileen Fernando González. Hij bereikte zo zijn allereerste grandslamfinale. Hij was de eerste Zweed in de finale van Roland Garros sinds Magnus Norman, zijn coach, in 2000. Söderling verloor de finale in drie sets van Roger Federer met 6-1, 7-6 en 6-4. Hij won 530.000 euro en steeg door deze prestatie 13 plaatsen op de ATP-ranglijst van de 25ste plaats naar de 12e plek, zijn hoogste klassering tot dan toe.
Na Söderlings prestatie op Roland Garros bereikte hij op Wimbledon, waar hij het 13e reekshoofd was, wederom zijn beste resultaat op dat toernooi. In de vierde ronde verloor hij in een heruitgave van de finale van Roland Garros weer in drie sets van Roger Federer. In juli 2009 won hij het ATP-toernooi van Båstad in zijn eigen thuisland door in de finale de Argentijn Juan Mónaco te verslaan. Söderling won zo zijn vierde titel, de eerste in 2009, en was de eerste Zweed sinds Magnus Norman in 2000 die het toernooi kon winnen. Het was Söderlings eerste titel outdoor en op gravel. Door zijn toernooiwinst steeg Söderling op de ATP-lijst naar de 11e plaats, op 115 punten van de top tien. Verder haalde hij tijdens de zomer ook nog de kwartfinale op het ATP-toernooi van Washington. Op de US Open was hij als 12e geplaatst en bereikte hij de kwartfinale, die hij wederom verloor van Federer. In het najaar behaalde hij nog mooie resultaten met kwartfinales op de Masterstoernooien van Sjanghai en Parijs en halve finales in Kuala Lumpur, Peking en Stockholm. Na het toernooi van Sjanghai slaagde Söderling er op 19 oktober in om voor het eerst de top 10 binnen te dringen. Söderling nam eind november ook deel aan de ATP World Tour Finals in Londen. In de groepsfase versloeg hij Nadal en Novak Đoković en verloor hij van Nikolaj Davydenko. Hij stootte door naar de halve finale, waarin hij het moest afleggen tegen de Argentijn Juan Martín del Potro. Söderling eindigde het jaar voor het eerst binnen de top 10, op plaats 8 van de ATP-ranglijst.

#### 2010
Op de Australian Open was Söderling het achtste reekshoofd. Hij verloor echter al meteen in de eerste ronde van Marcel Granollers. Vanwege zijn vroege uitschakeling op de Australian open, besloot hij een wildcard te accepteren voor het ATP toernooi van Rotterdam. Daar pakte hij de vijfde titel van zijn carrière. Daarna haalde hij de kwartfinale in Marseille, de halve finale op de Masterstoernooien van Indian Wells en Miami en de finale op het ATP-toernooi van Barcelona. Op Roland Garros bereikte hij net voor het tweede opeenvolgende jaar de finale. Hij versloeg de nummer 1 van de wereld, Roger Federer, in de kwartfinale, maar moest uiteindelijk de zege laten aan Rafael Nadal, die hij het jaar ervoor nog verrassend had uitgeschakeld. Op Wimbledon haalde hij de kwartfinale, waarin hij de duimen moest leggen voor Nadal. In juli bereikte hij de finale van het ATP-toernooi van Båstad, die hij verloor van Nicolás Almagro. Op de US Open werd hij in de kwartfinales uitgeschakeld door Roger Federer. Na de US Open volgde een succesvol najaar, met kwartfinales in Kuala Lumpur, Peking, Shanghai Masters en Stockholm, een halve finale in Valencia en winst op het Masterstoernooi van Parijs, waar hij Gaël Monfils versloeg in de finale. Door deze overwinning - zijn eerste Masterszege - steeg hij naar de 4e plaats, zijn beste ranking tot dan toe. Zijn goede prestaties gaven hem een ticket tot de ATP World Tour Finals, waar hij niet voorbij de groepsfase geraakte. Hij won één partij, tegen David Ferrer, maar verloor van Roger Federer en Andy Murray. Söderling eindigde het jaar voor het tweede jaar op rij in de top 10, op plaats 5.

#### 2011
Söderling startte zijn jaar met winst op het ATP-toernooi van Brisbane en een vierde ronde op de Australian Open, zijn beste resultaat op dat grandslamtoernooi tot dan toe. In februari veroverde hij nog twee titels door zijn titel op het ATP-toernooi van Rotterdam met succes te verdedigen en de week erna het ATP-toernooi van Marseille te winnen.
In de daaropvolgende belangrijke graveltoernooien, Madrid, Rome en Roland Garros, wist hij telkens de kwartfinale te behalen. Hij werd hierin respectievelijk door Roger Federer, Novak Đoković en Rafael Nadal uitgeschakeld. Op Wimbledon werd hij verrassend uitgeschakeld in de derde ronde door de veel lager gerangschikte Australiër Bernard Tomic. In juli haalde hij voor de derde maal op rij de finale op het ATP-toernooi van Båstad en won hij het voor de tweede maal in drie jaar. Dit was meteen ook Söderlings laatste toernooi van 2011. Hij speelde een tijdje niet omwille van een blessure aan de rechterpols en maakte in september bekend dat hij leed aan klierkoorts. Door deze inactiviteit daalde Söderling op de ATP-ranglijst en sloot hij het jaar af op plaats 13.

### Davis Cup
Söderling speelde voor het eerst voor het Zweedse Davis Cupteam in 2004, in de eerste ronde van de Wereldgroep tegen Australië. Hij speelde van 2004 tot en met 2011 elk jaar in de Davis Cup, behalve in 2005. In totaal speelde Söderling 16 enkel- en 2 dubbelpartijen, waarvan hij er respectievelijk dertien en één won.

## Palmares
| Legenda                       | Legenda               |
| ----------------------------- | --------------------- |
| Grand Slam                    |                       |
| Olympische Spelen             |                       |
| tot 2009                      | vanaf 2009            |
| Tennis Masters Cup            | ATP Finals            |
| ATP Masters Series            | ATP Tour Masters 1000 |
| ATP International Series Gold | ATP Tour 500          |
| ATP International Series      | ATP Tour 250          |

### Enkelspel
| Nr.                  | Datum            | Toernooi          | Ondergrond    | Tegenstander in finale | Score         |          |
| -------------------- | ---------------- | ----------------- | ------------- | ---------------------- | ------------- | -------- |
| gewonnen finales     |                  |                   |               |                        |               |          |
| 1.                   | 4 oktober 2004   | ATP Lyon          | Tapijt (i)    | Xavier Malisse         | 6-2, 3-6, 6-4 | details  |
| 2.                   | 31 januari 2005  | ATP Milaan        | Tapijt (i)    | Radek Štěpánek         | 6-3, 6-7, 7-6 | details  |
| 3.                   | 26 oktober 2008  | ATP Lyon (2)      | Tapijt (i)    | Maks Mirni             | 6-3, 6-7, 6-1 | details  |
| 4.                   | 19 juli 2009     | ATP Båstad        | Gravel        | Juan Mónaco            | 6-3, 7-6      | details  |
| 5.                   | 14 februari 2010 | ATP Rotterdam     | Hardcourt (i) | Michail Joezjny        | 6-4, 2-0 opg. | details  |
| 6.                   | 7 november 2010  | ATP Parijs        | Hardcourt (i) | Gaël Monfils           | 6-1, 7-6(1)   | details  |
| 7.                   | 2 januari 2011   | ATP Brisbane      | Hardcourt     | Andy Roddick           | 6-3, 7-5      | details  |
| 8.                   | 7 februari 2011  | ATP Rotterdam (2) | Hardcourt (i) | Jo-Wilfried Tsonga     | 6-3, 3-6, 6-3 | details  |
| 9.                   | 14 februari 2011 | ATP Marseille     | Hardcourt (i) | Marin Čilić            | 6-7, 6-3, 6-3 | details  |
| 10.                  | 17 juli 2011     | ATP Båstad (2)    | Gravel        | David Ferrer           | 6-2, 6-2      | details  |
| verloren finales     |                  |                   |               |                        |               |          |
| 1.                   | 20 oktober 2003  | ATP Stockholm     | Hardcourt (i) | Mardy Fish             | 5-7, 6-3, 6-7 | details  |
| 2.                   | 23 februari 2004 | ATP Marseille     | Hardcourt (i) | Dominik Hrbatý         | 6-4, 4-6, 4-6 | details  |
| 3.                   | 20 februari 2006 | ATP Memphis       | Hardcourt (i) | Tommy Haas             | 3-6, 2-6      | details  |
| 4.                   | 18 februari 2008 | ATP Rotterdam     | Hardcourt (i) | Michaël Llodra         | 7-6, 3-6, 6-7 | details  |
| 5.                   | 25 februari 2008 | ATP Memphis (2)   | Hardcourt (i) | Steve Darcis           | 3-6, 6-7      | details  |
| 6.                   | 6 oktober 2008   | ATP Stockholm (2) | Hardcourt (i) | David Nalbandian       | 2-6, 7-5, 3-6 | details  |
| 7.                   | 7 juni 2009      | Roland Garros     | Gravel        | Roger Federer          | 1-6, 6-7, 4-6 | details  |
| 8.                   | 25 april 2010    | ATP Barcelona     | Gravel        | Fernando Verdasco      | 3-6, 6-4, 3-6 | details  |
| 9.                   | 6 juni 2010      | Roland Garros (2) | Gravel        | Rafael Nadal           | 4-6, 2-6, 4-6 | details  |
| 10.                  | 12 juli 2010     | ATP Båstad        | Gravel        | Nicolás Almagro        | 5-7, 6-3, 2-6 | details  |
| gewonnen challengers |                  |                   |               |                        |               |          |
| 1.                   | 21 juli 2003     | Tampere           | Gravel        | Igor Andrejev          | 6-4, 6-1      | 6-4, 6-1 |
| 2.                   | 1 september 2003 | Istanbul          | Hardcourt     | Michel Kratochvil      | 7-6, 6-2      | 7-6, 6-2 |
| 3.                   | 23 januari 2006  | Heilbronn         | Tapijt (i)    | Tomas Zib              | 6-1, 6-4      | 6-1, 6-4 |
| 4.                   | 22 maart 2009    | Sunrise           | Hardcourt     | Tomáš Berdych          | 6-1, 6-1      | 6-1, 6-1 |

### Dubbelspel
| Nr.                               | Datum        | Toernooi   | Ondergrond | Partner          | Tegenstanders in finale           | Score            |         |
| --------------------------------- | ------------ | ---------- | ---------- | ---------------- | --------------------------------- | ---------------- | ------- |
| gewonnen finales mannendubbelspel |              |            |            |                  |                                   |                  |         |
| 1.                                | 7 juli 2008  | ATP Båstad | Gravel     | Jonas Björkman   | Johan Brunström Jean-Julien Rojer | 6-2, 6-2         | details |
| verloren finales mannendubbelspel |              |            |            |                  |                                   |                  |         |
| 1.                                | 19 juli 2009 | ATP Båstad | Gravel     | Robert Lindstedt | Jaroslav Levinsky Filip Polasek   | 6-1, 3-6, [7-10] | details |

## Resultaten grandslamtoernooien
| Legenda | Legenda                          |
| ------- | -------------------------------- |
| g.t.    | geen toernooi gehouden           |
| l.c.    | lagere categorie                 |
| –       | niet deelgenomen                 |
| G       | uitgeschakeld in de groepsfase   |
| 1R      | uitgeschakeld in de eerste ronde |
| 2R      | uitgeschakeld in de tweede ronde |
| 3R      | uitgeschakeld in de derde ronde  |
| 4R      | uitgeschakeld in de vierde ronde |
| KF      | uitgeschakeld in de kwartfinale  |
| HF      | uitgeschakeld in de halve finale |
| F       | de finale verloren               |
| W       | het toernooi gewonnen            |
| w-v     | winst/verlies-balans             |

### Enkelspel
Deze gegevens zijn bijgewerkt tot en met 29 december 2011.
| Grandslamtoernooien   |                   |                   |                   |                   |                   |                   |                   |                   |               |               |               |      |         |
| Australian Open       | –                 | –                 | –                 | 2R                | 1R                | –                 | 1R                | –                 | 2R            | 1R            | 4R            |      | 5-6     |
| Roland Garros         | –                 | –                 | –                 | 1R                | 2R                | 1R                | 1R                | 3R                | F             | F             | KF            |      | 19-8    |
| Wimbledon             | –                 | –                 | 3R                | 1R                | 1R                | 1R                | 3R                | 2R                | 4R            | KF            | 3R            |      | 14-9    |
| US Open               | –                 | 2R                | 1R                | 2R                | 3R                | 2R                | –                 | 1R                | KF            | KF            | –             |      | 13-8    |
| Winst-verlies         | 0-0               | 1-1               | 2-2               | 2-4               | 3-4               | 1-3               | 2-3               | 3-3               | 14-4          | 14-4          | 9-3           | 0-0  | 51-31   |
| ATP World Tour Finals |                   |                   |                   |                   |                   |                   |                   |                   |               |               |               |      |         |
| ATP World Tour Finals | –                 | –                 | –                 | –                 | –                 | –                 | –                 | –                 | HF            | G             | –             |      | 2-2     |
| ATP Masters 1000      |                   |                   |                   |                   |                   |                   |                   |                   |               |               |               |      |         |
| Indian Wells          | –                 | –                 | –                 | 2R                | –                 | 3R                | 3R                | 2R                | 2R            | HF            | 3R            |      | 10-7    |
| Miami                 | –                 | –                 | –                 | 2R                | –                 | –                 | –                 | 3R                | 2R            | HF            | 3R            |      | 8-5     |
| Monte Carlo           | –                 | –                 | –                 | 1R                | 1R                | 3R                | KF                | 2R                | 1R            | –             | –             |      | 6-6     |
| Rome                  | –                 | –                 | –                 | 1R                | 1R                | –                 | 2R                | 1R                | 3R            | 3R            | KF            |      | 6-7     |
| Hamburg               | –                 | –                 | –                 | 1R                | 2R                | 3R                | 2R                | 3R                | l.c.          | l.c.          | l.c.          | l.c. | 6-5     |
| Madrid                | g.t.              | –                 | –                 | 2R                | –                 | 3R                | –                 | 2R                | 2R            | 2R            | KF            |      | 7-6     |
| Montréal/Toronto      | –                 | –                 | –                 | 2R                | 2R                | 1R                | 1R                | 3R                | –             | 3R            | –             |      | 5-6     |
| Cincinnati            | –                 | –                 | –                 | 3R                | 2R                | 3R                | –                 | 3R                | 1R            | 3R            | –             |      | 8-6     |
| Sjanghai              | geen Masters 1000 | geen Masters 1000 | geen Masters 1000 | geen Masters 1000 | geen Masters 1000 | geen Masters 1000 | geen Masters 1000 | geen Masters 1000 | KF            | KF            | –             |      | 5-2     |
| Parijs                | –                 | –                 | –                 | KF                | –                 | 2R                | –                 | 2R                | KF            | W             | –             |      | 11-4    |
| Olympische Spelen     |                   |                   |                   |                   |                   |                   |                   |                   |               |               |               |      |         |
| Olympische Spelen     | geen toernooi     | geen toernooi     | geen toernooi     | 1R                | geen toernooi     | geen toernooi     | geen toernooi     | 1R                | geen toernooi | geen toernooi | geen toernooi |      | 0-2     |
| Statistieken          |                   |                   |                   |                   |                   |                   |                   |                   |               |               |               |      |         |
| Totaal aantal titels  | 0                 | 0                 | 0                 | 1                 | 1                 | 0                 | 0                 | 1                 | 1             | 2             | 4             | 0    | 10      |
| Totaal winst-verlies  | 1-1               | 1-5               | 10-6              | 31-28             | 16-18             | 35-23             | 27-16             | 41-21             | 49-21         | 57-22         | 38-9          | 0-0  | 310-170 |
| Eindejaarsranking     | 443               | 176               | 59                | 34                | 81                | 25                | 41                | 17                | 8             | 5             | 13            |      | n.v.t.  |

### Mannendubbelspel
| Grandslamtoernooien   |     |               |               |               |     |               |               |               |     |        |
| Australian Open       | 1R  | –             | –             | –             | –   | –             | –             | –             |     | 0-1    |
| Roland Garros         | 1R  | –             | 1R            | –             | 1R  | –             | –             | –             |     | 0-3    |
| Wimbledon             | –   | 2R            | –             | –             | –   | –             | –             | –             |     | 1-1    |
| US Open               | 2R  | 2R            | –             | –             | –   | –             | –             | –             |     | 2-2    |
| Winst-verlies         | 1-3 | 2-2           | 0-1           | 0-0           | 0-1 | 0-0           | 0-0           | 0-0           | 0-0 | 3-6    |
| ATP World Tour Finals |     |               |               |               |     |               |               |               |     |        |
| ATP World Tour Finals | –   | –             | –             | –             | –   | –             | –             | –             |     | 0-0    |
| Olympische Spelen     |     |               |               |               |     |               |               |               |     |        |
| Olympische Spelen     | 1R  | geen toernooi | geen toernooi | geen toernooi | 1R  | geen toernooi | geen toernooi | geen toernooi |     | 0-2    |
| Statistieken          |     |               |               |               |     |               |               |               |     |        |
| Totaal aantal titels  | 0   | 0             | 0             | 0             | 1   | 0             | 0             | 0             | 0   | 1      |
| Eindejaarsranking     | 225 | 220           | 425           | 234           | 134 | 264           | 1224          | g.r.          |     | n.v.t. |

N.B. "g.r." = geen ranking